# قبرستان نو

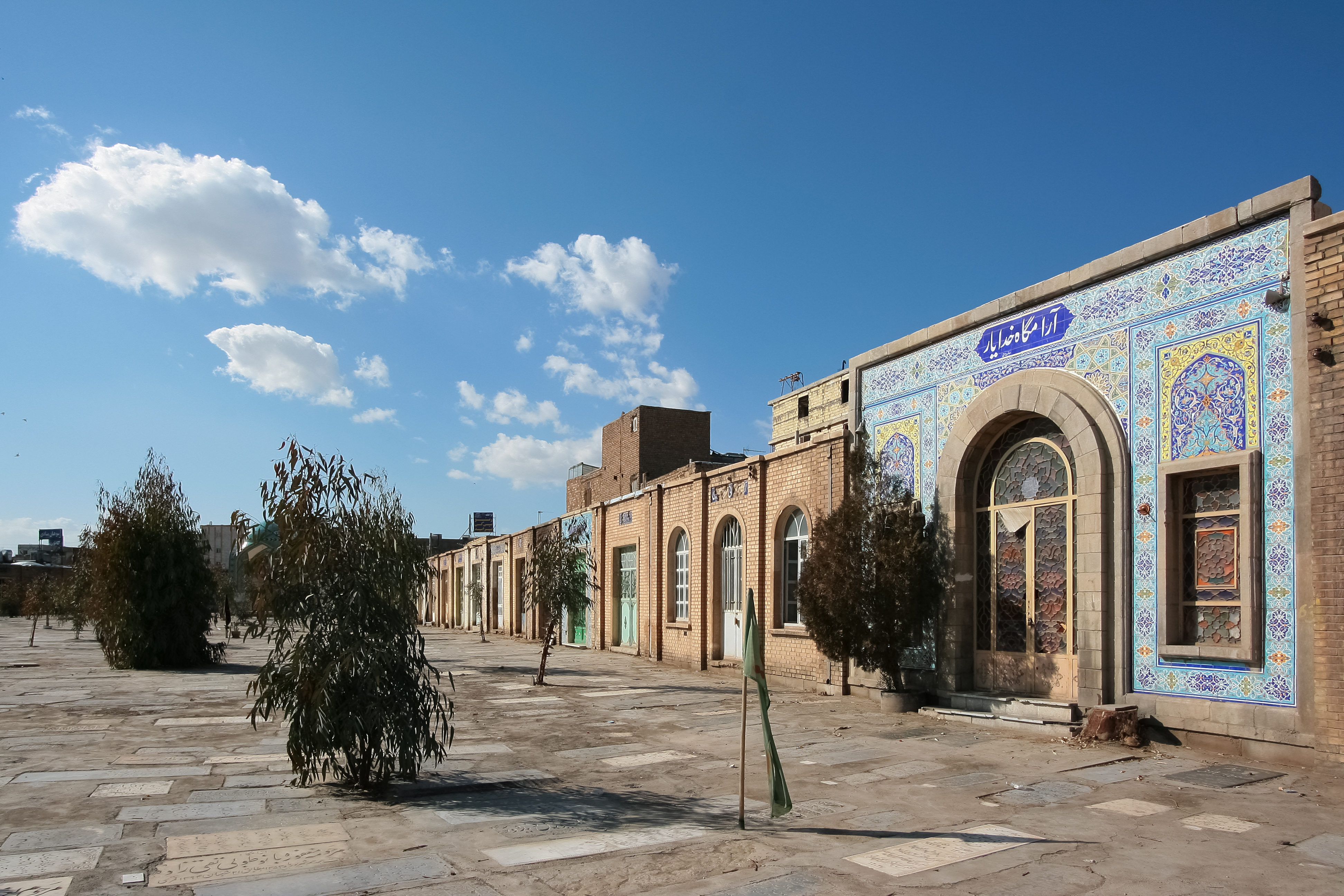
نمایی از مقابر خانوادگی قبرستان نو شهر قم

قبرستان نو یا قبرستان حاج شیخ(منتسب به حاج شیخ عبدالکریم حائری یزدی) بنیانگذار قبرستان، گورستانی می باشد در خیابان اراک شهر قم و نزدیک به حرم فاطمه معصومه که از دو بخش اصلی و ضمیمه(با نام ابوحسین) تشکیل شده است. عده ای از شخصیت های معروف دینی و سیاسی در این دو قبرستان مدفون اند.

### قبرستان ابوحسین
در کنج شمال شرقی قبرستان نو، یک قبرستان وجود دارد که کوچکتر از قبرستان نو است و محل چندین هزار نفر از جمله  دفن صدها فقیه و عالم و عارف و متکلم مانند سلطان الواعظین شیرازی و سید محمدحسن الهی طباطباییاست.

## شهرت قبرستان

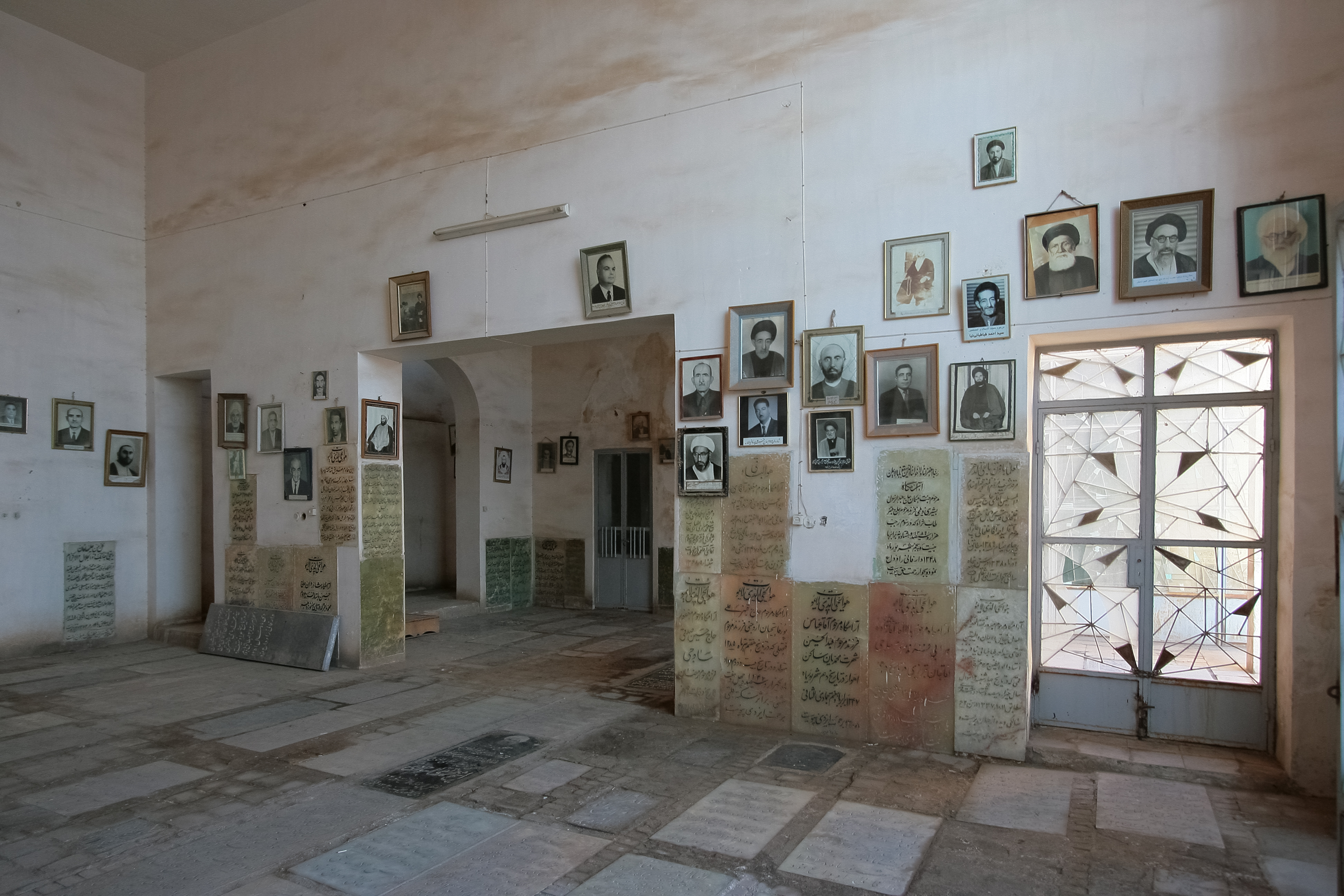
نمایی از قبرستان ابوحسین که در حاشیه قبرستان نو شهر قم قرار گرفته است.

قبرستان نو و قبرستان ابوحسین به دلیل دفن مشاهیری همچون سید محمدکاظم شریعتمداری (از مراجع تقلید شیعه و مؤسس حزب جمهوری خلق مسلمان ایران و دارالتبلیغ اسلامی)، سلطان الواعظین شیرازی صاحب کتاب  شبهای پیشاور، میرزا حسن رشدیه (از پیشقدمان نهضت فرهنگی ایران و پدر فرهنگ جدید ایران) ، آیت الله شجاع الدینی (خوئی) امام جماعت مسجد سلمان تهران، الهی طباطبایی(برادر علامه طباطبایی)، علامه کرباسچیان مبتکر رساله توضیح المسائل و موسس مدارس نیکان و علوی ،کربلایی کاظم ساروقی مشهور به معجزه قرآن و سید جواد ذاکر طباطبایی (از مداحان بزرگ و مشهور شیعه) و مقبره استاد دکتر علی اکبر سیاسی از مفاخر فرهنگ ایران و بنیانگذار استقلال دانشگاه تهران در سال ۱۳۲۴خورشیدی، حاج مرزوق عرب حائری بنیانگذار سینه زنی مدرن در ایران و افراد دیگر شهره است.

## مدفونان سرشناس قبرستان نو

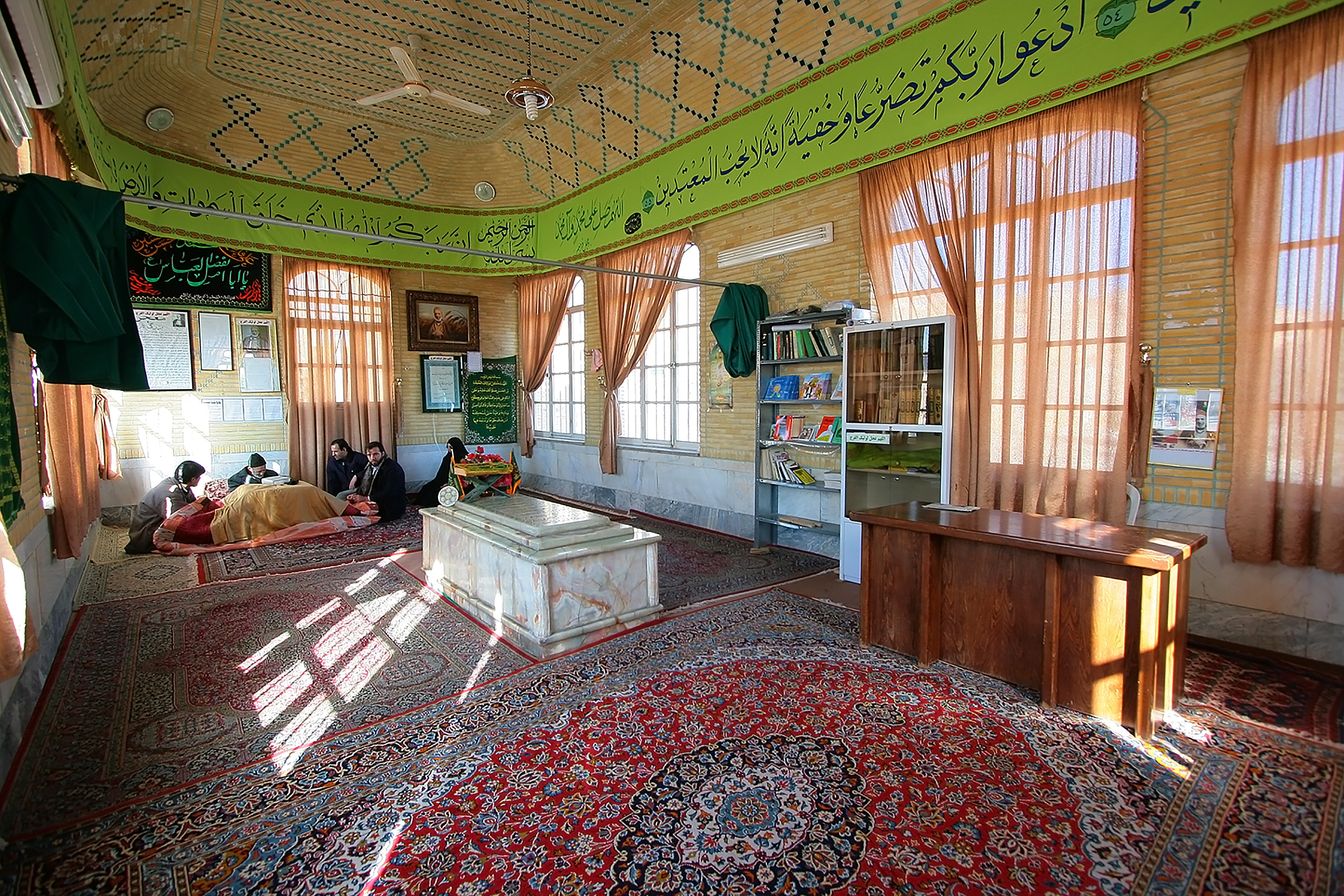
نمای داخل آرامگاه کربلایی کاظم ساروقی از مدفون شدگان در این آرامستان

کدخدا عیسی خان یاسمی  (شاله شوری)
- مهدی بازرگان
- محمد کاظم شریعتمداری
- عبدالحسین عمید
- سلطان الواعظین شیرازی[۱]
- سید نصرالله اخوی
- حسن رشدیه
- علی اصغر کرباسچیان
- رضا روزبه
- رسول ترک
- سید محمد جواد ذاکر طباطبایی
- کربلایی کاظم ساروقی
- حاج مرزوق حائری
- عبدالکریم خوئینی زنجانی
- محمد محققی لاهیجی
- جواد مناقبی
- مهدی میراشرافی
- علی اکبر سیاسی
- محمدابراهیم آیتی
- علی اقا خان اعظمی

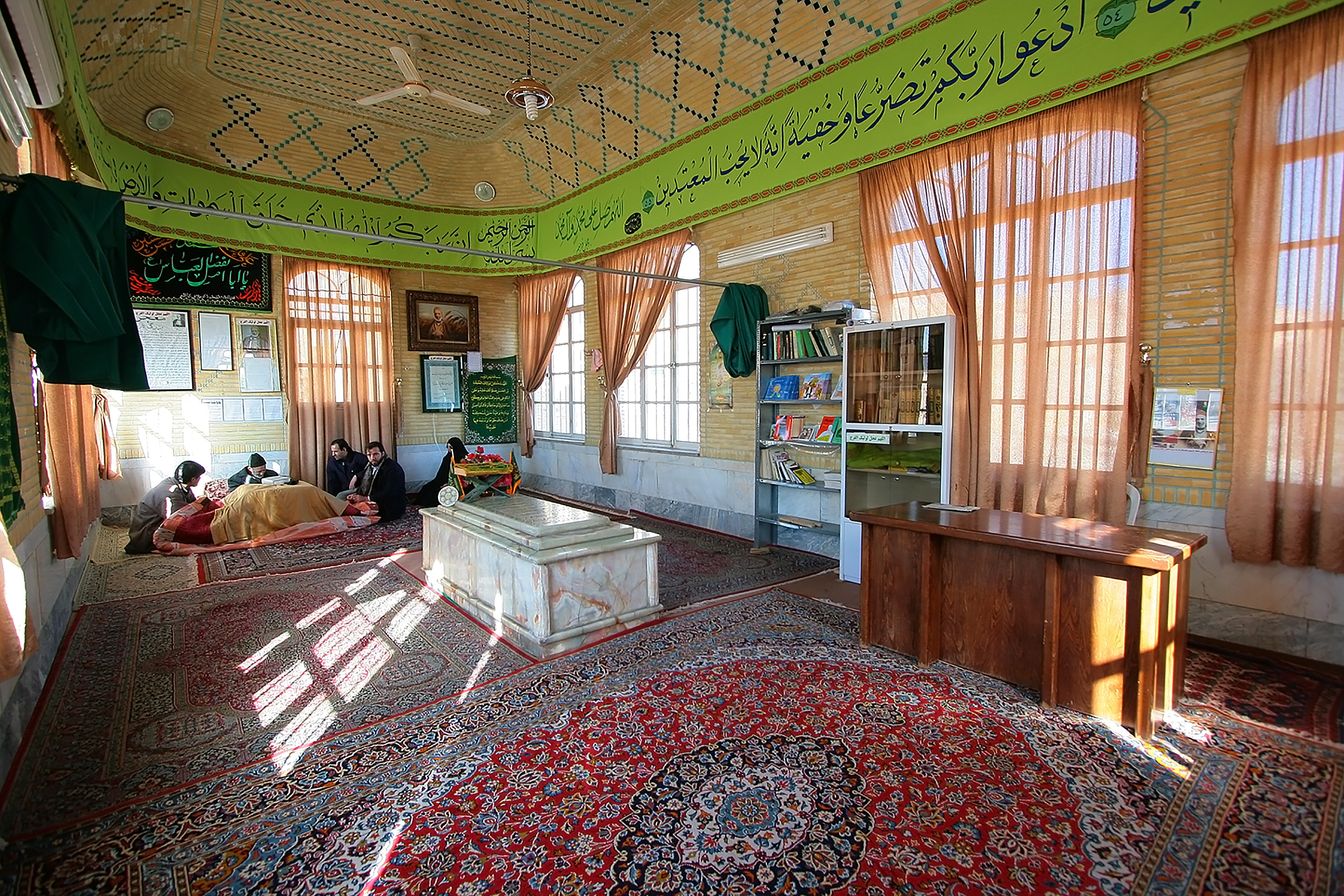
مقبره کربلایی کاظم ساروقی در قبرستان نو
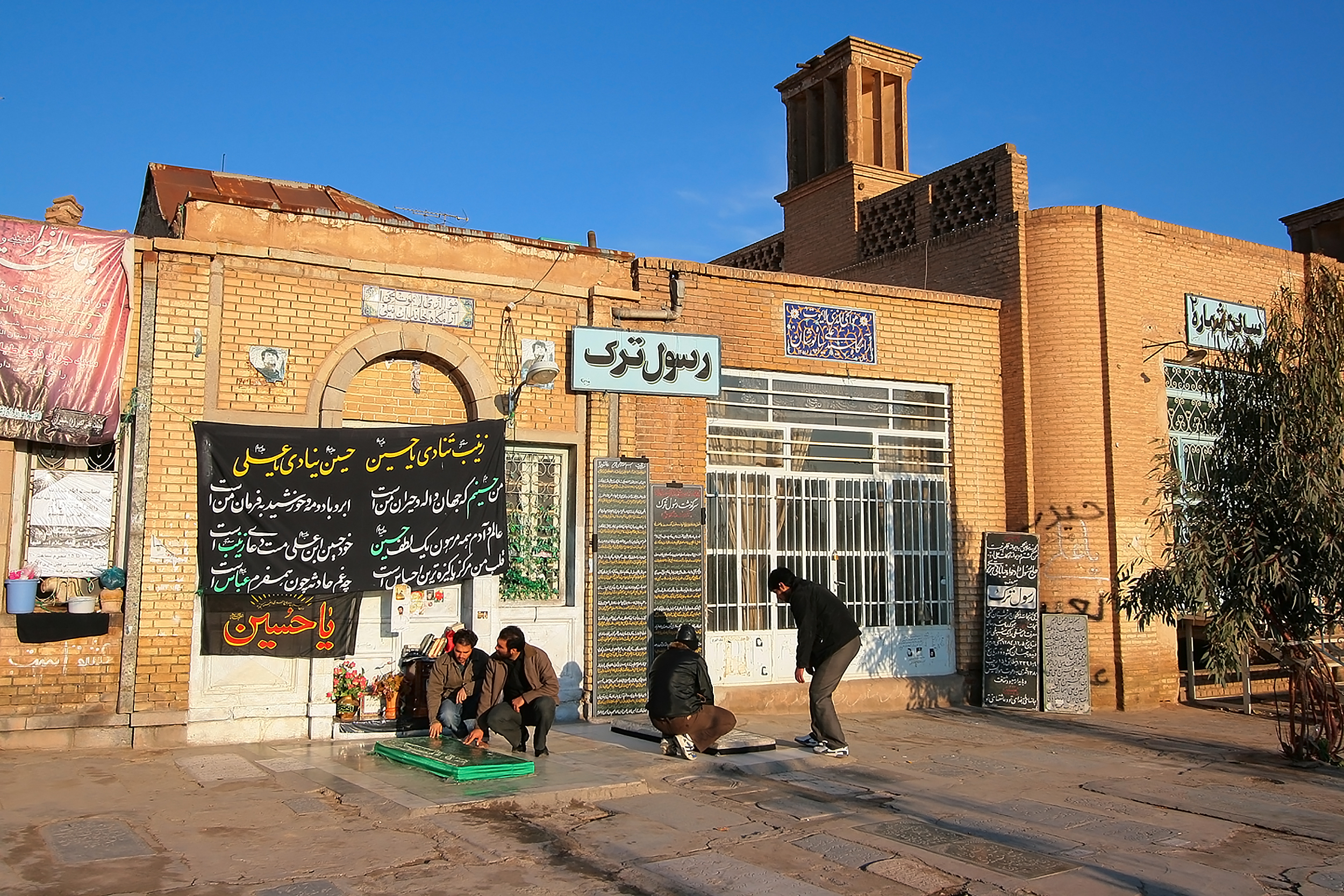
نمایی از مقبره رسول ترک و سید جواد ذاکر در قبرستان نو شهر قم
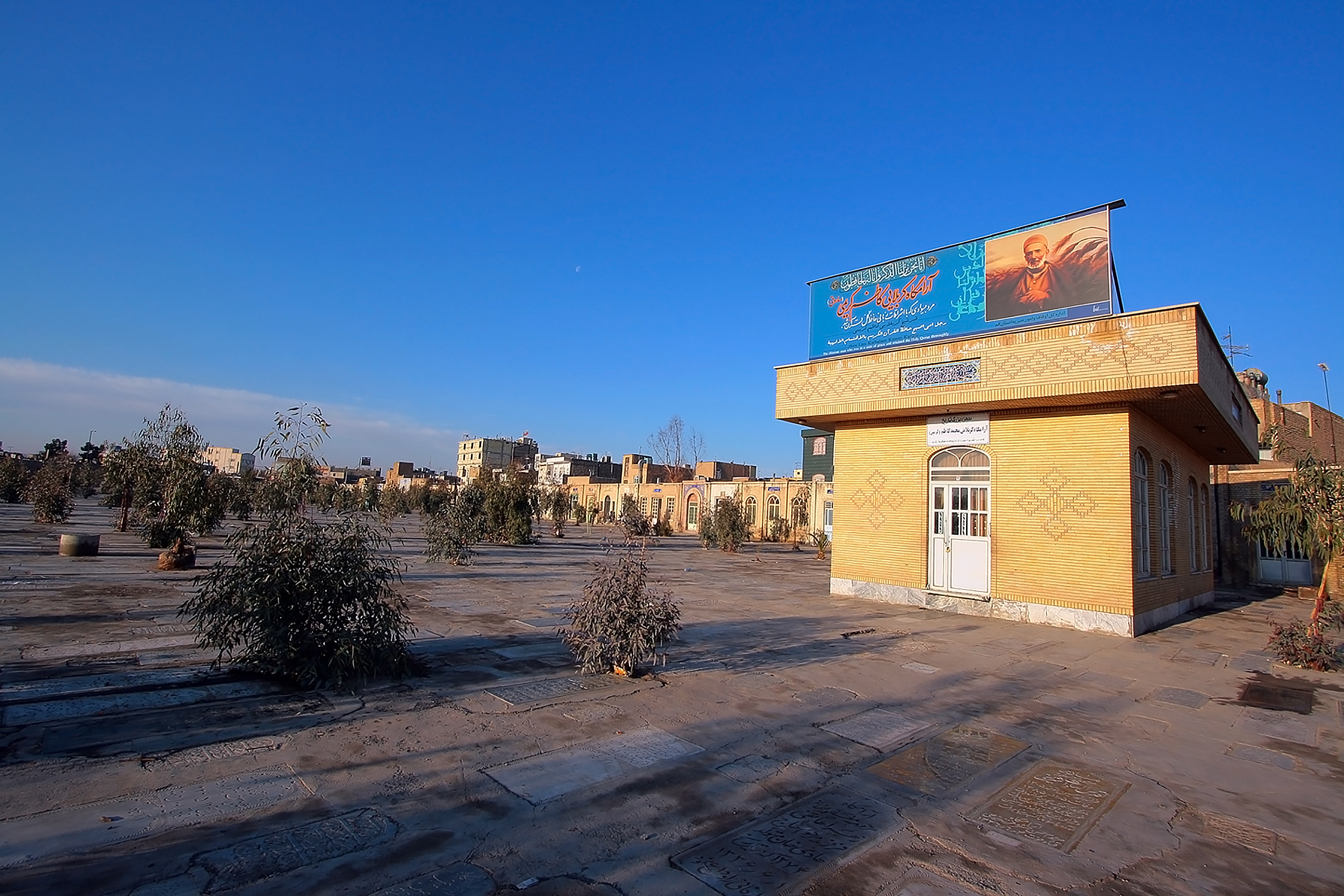
قبرستان نو
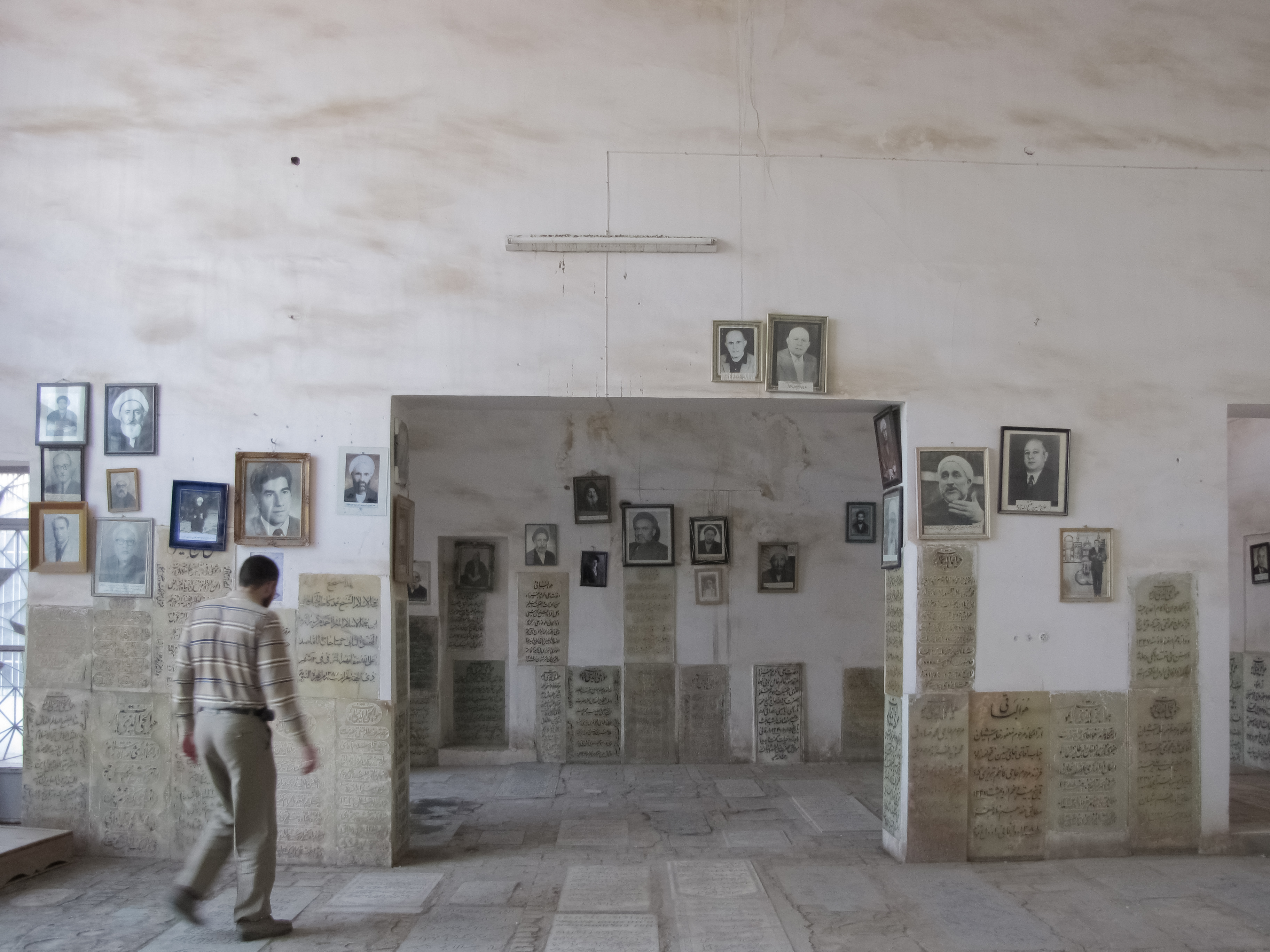
آرامستان ابوحسین در کنار آرامستان نو شهر قم
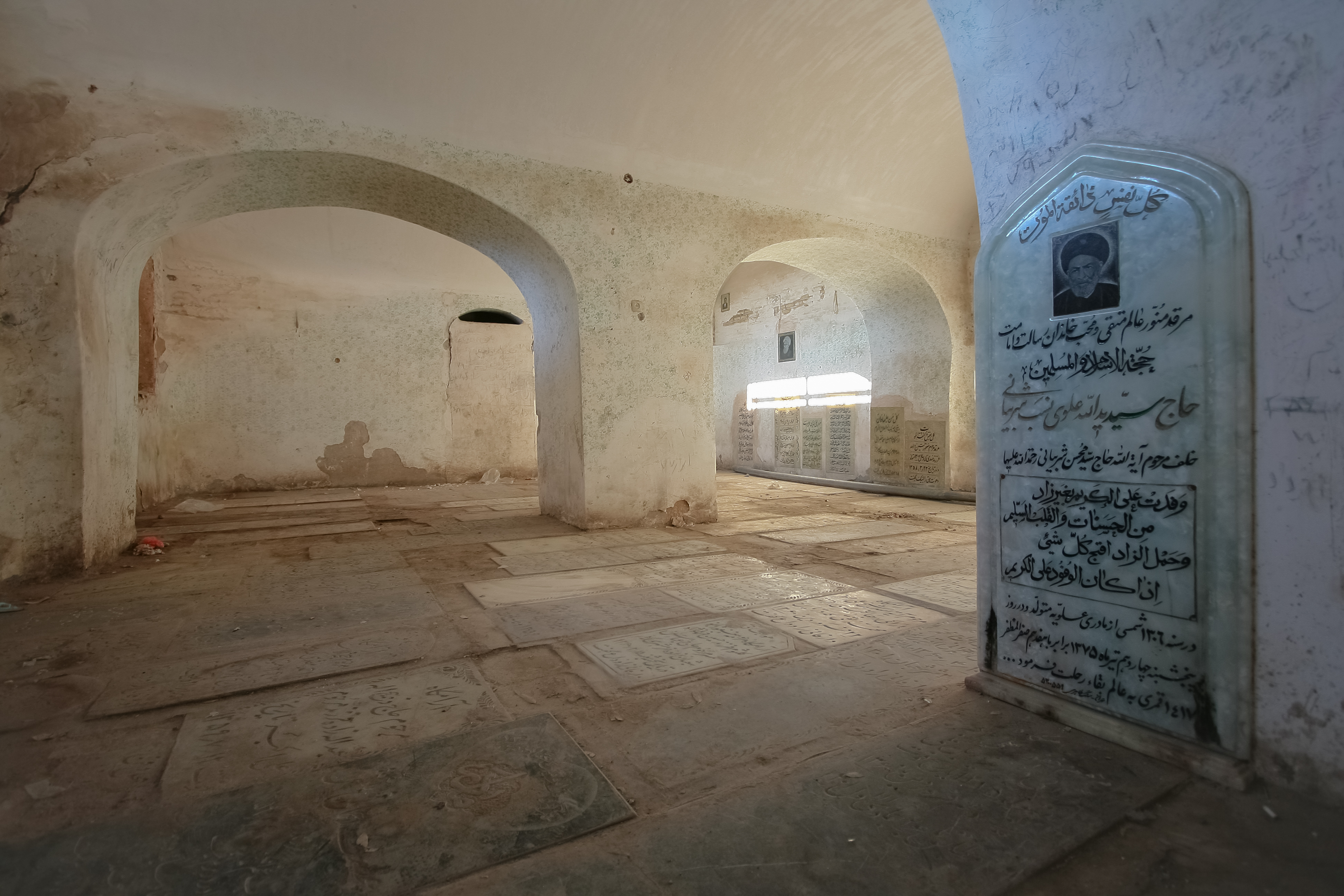
مقابر زیر زمینی قبرستان نو